# Аполог
Аполо́г (апо́лог; от др.-греч. ἀπόλογος — «повествование, рассказ») — литературный жанр, дидактический (нравоучительный) рассказ (повествование), построенный на аллегорическом (иносказательном) изображении животных или растений.

## Термины «аполог», «басня», «животный эпос»
По основным формальным признакам аполог совпадает с басней. Различие между терминами «аполог» и «басня» не вполне ясно. Предлагались различные варианты их разграничения.
- Термины различают только по области применения, причём область применения термина «аполог» у́же. Апологом обычно называют аллегорический рассказ античной литературы или какой-либо из восточных литератур. Термин «басня» применяется и к произведениям европейских литератур Нового времени.
- Термины «аполог» и «басня» различаются по объёму произведения. Аполог короче басни.
- Термин «аполог» рассматривается как родовой, а «басня» — как видовой: апологом называется любое произведение аллегорическо-дидактического жанра, басней — произведение европейской литературы. Впрочем, возможно и обратное отношение: «басня» — универсальное название, «аполог» — название произведения восточной или античной литературы.
- Аполог как аллегорический жанр (сатира на человеческое поведение) и животный эпос как жанр, изображающий нравы и обычаи животных без дидактических целей, представляют собой простые жанры, жанровые типы в их чистом виде. А басня — это смешанный жанр, который возник в результате их соединения.

Иногда термин «аполог» применяется к русским стихотворным басням середины XVIII — начала XIX века, например, к басням И. И. Дмитриева.

## История жанра

### Восточные литературы
Независимо от значения термина, сам этот жанр действительно был особенно распространён в восточных литературах.
Одним из самых известных апологических сборников был санскритский сборник III века «Панчатантра». Он оказал большое влияние на литературы соседних регионов.
Персидская переработка этого сборника (на язык пехлеви) известна под заглавием «Калила и Димна». Она оказала большое влияние на развитие аполога и родственных жанров во всех европейских литературах Средних веков и Возрождения.

### Западные литературы
При переносе из восточной литературы в европейскую аполог меняется. Меньшую роль играет дидактика (мораль), большую — повествование. Исчезают характерные для «Калилы и Димны» апологи, построенные по типу рассказ в рассказе (так называемые вводные апологи, которые персонаж основного аполога приводит по ходу действия для доказательства какого-либо утверждения). Эта рамочная конструкция в европейской литературе появляется редко, и притом всегда в неразвитом виде (действующие лица в общих словах напоминают о знакомом басенном сюжете).
В двух европейских памятниках встречается полная форма вводного аполога. Это «Liber de obsidione Anconae» и «Speculum sapientiae beati Civilli episcopi, alias quadripartitus apologeticus vocatus». Делались различные предположения об авторстве последней рукописи.
Одним из самых известных русских апологических сборников является переделка «Калилы и Димны» под заглавием «Стефанит и Ихнилат». Другой пример — «Зрелище жития человеческого».